# 飯島重孝
飯島 重孝（いいじま しげたか）は、日本の天文学者。

## 略歴
山梨県出身。長野県諏訪中学校（現・長野県諏訪清陵高等学校・附属中学校）を経て、東京工業大学大学院理工学研究科理学系博士課程修了。東京大学東京天文台（現・国立天文台）教授。定年退官後、電気通信大学教授、武蔵工業大学（現・東京都市大学）教授。

## 著書
- 飯島重孝「谷口紀男先生を悼む」『マイクロメカトロニクス』第44巻第1号、社団110002687138法人日本時計学会、2000年3月10日。
- 飯島重孝; 西尾和憲『電気回路入門』（1版）槇書店、1990年。ISBN 4-8375-0541-4。